# 35-ös busz (Budapest, 1949–1980)
A budapesti 35-ös jelzésű autóbusz a Nagyvárad tér és Pestlőrinc, Mednyánszky utca között közlekedett. A vonalat a Budapesti Közlekedési Vállalat üzemeltette.

## Története
A járat elődje, a 235-ös busz 1948. július 12-én indult a Nagyvárad tér és – az akkor még Budapesttől különálló település – Pestlőrinc, Béke tér között. 1949. január 31-én a FAÜ átvette a vonalat a Taxibusztól és megkapta a 35-ös jelzést. 1953. augusztus 3-án az Esze Tamás utcáig hosszabbították. 1955. január 17-én már a Tüzérlaktanyáig járt, ugyanekkor pedig 35A jelzésű betétjárata indult a Nagyvárad tér és a Béke tér között. A betétjáratot 1957. július 1-jétől a Szarvas csárda térnél letérve, a Halmi dűlőig közlekedtették. Mivel betétjárati jelzése indokolatlan volt, ezért 1957. december 30-án az E jelzést kapta. Ez a járat 1966-tól 82-es jelzéssel közlekedett.
1958. október 6-án a 35-ös vonalon alkalmaztak először ülőkalauzt. 1959. június 1-jén 135-ös jelzéssel elindult Budapest első huzamosabb ideig közlekedő gyorsjárata a Nagyvárad tér és a Béke tér között. 1959. július 27-én a 35-öst is meghosszabbították, ekkor már a Ganztelep, Mednyánszky utcánál volt a végállomása. 1962-től csuklós buszok közlekedtek a vonalon. 1964. augusztus 3-ától 1965. augusztus 21-éig útépítési munkák miatt megosztva járt, 35-ös jelzéssel a Nagyvárad tér és Béke tér között, míg 35A jelzéssel Béke tér és Mednyánszky utca között. Az építkezések után a 35-ös újra a Nagyvárad tér és Mednyánszky utca között, a 35A pedig a Nagyvárad tér és Béke tér között járt. 1970. december 14-én a 35A betétjárat megszűnt. 1966. június 21-én 35B jelzéssel indult új betétjárat a Nagyvárad tér és a Szarvas csárda tér között, ezt egy évvel később 35Y-ra nevezték át. 1974. január 20-án a 3-as metró építése miatt a 35-ös buszcsaládot a Népligetig rövidítették, majd a metrószakasz átadásakor, 1977. január 1-jén visszakerültek a Nagyvárad térre. A gyorsjárat jelzését ugyanekkor 35-ösre, a 35Y jelzését pedig 135-ösre változtatták. A 3-as metró továbbépítése miatt érintette a József Attila-lakótelepet is, majd a Népligeten keresztül járt. 1980. március 29-én a metró újabb szakaszának átadása miatt megszűnt, helyette a 35-ös buszt meghosszabbították a Mednyánszky utcához, másik végállomása pedig a Kőbánya-Kispest metróállomáshoz került.

## Útvonala
| Pestlőrinc, Mednyánszky utca felé | Nagyvárad tér felé |
| --- | --- |
| Nagyvárad tér vá. – Mező Imre út – Elnök utca – Népligeti körút – Vajda Péter utca – Fertő utca – Basa utca – Kőér utca – Ferde utca – Mátyás király utca – Vörös Hadsereg útja – Mednyánszky utca – Pestlőrinc, Mednyánszky utca vá. | Pestlőrinc, Mednyánszky utca vá. – Mednyánszky utca – Bartók Béla utca – Benczúr utca – Vörös Hadsereg útja – Kőér utca – Basa utca – Fertő utca – Vajda Péter utca – Népligeti körút – Elnök utca – Delej utca – Üllői út – Nagyvárad tér vá. |

## Megállóhelyei
| 0  | Nagyvárad tér végállomás                           | 45 | 13B, 24, 50, 50A 13AV, 33, 35, 51V, 51AV, 81, 81, 89A, 93, 135, 199 |
| 3  | Rezső tér                                          | 42 | 13AV, 51V, 51AV, 81, 89, 89A, 93                                    |
| 5  | Vajda Péter utca                                   | 40 | 13AV, 35, 51V, 51AV, 81, 89, 89A, 93, 99, 99, 135                   |
| 8  | Bihari utca                                        | 37 | 13AV, 35, 51V, 51AV, 81, 89, 89A, 93, 99, 99, 135, 199 13B          |
| 11 | Hízlaló tér                                        | 34 | 13AV, 51, 51V, 51AV, 93                                             |
| 13 | Üllői út (↓) Kőér utca (↑)                         | 32 | 51, 93, 99, 99, 199 50, 50A                                         |
| 17 | Damjanich utca                                     | ∫  | 42V, 93 50, 50A                                                     |
| 19 | Széchenyi utca (↓) Lehel utca (↑)                  | 27 | 93 50, 50A                                                          |
| 21 | Hunyadi utca (↓) Kossuth tér (↑)                   | 25 | 35, 48, 68, 68A, 93, 135 50, 50A                                    |
| 22 | Kossuth Lajos utca (↓) Táncsics Mihály utca (↑)    | 24 | 68A, 93 50, 50A                                                     |
| 23 | Vörös Csillag Traktorgyár                          | 23 | 35, 36, 93, 135 50, 50A                                             |
| 25 | Marx utca (↓) Bethlen utca (↑)                     | 21 | 35, 93, 135 50                                                      |
| 27 | Kemény Zsigmond utca (↓) Építő út (↑)              | 19 | 36, 93, 136 50                                                      |
| 29 | Baross utca (↓) Schönherz Zoltán utca (↑)          | 17 | 35, 36, 93, 136 50                                                  |
| 30 | Városház utca (↓) Thököly út (↑)                   | 16 | 93 50                                                               |
| 32 | Steinmetz kapitány utca (↓) Szarvas csárda tér (↑) | 14 | 17, 35, 82, 93, 98 50                                               |
| 34 | Dalmady Győző utca (↓) Pozsony utca (↑)            | 12 | 35 50                                                               |
| 36 | Sallai Imre utca (↓) Honvéd utca (↑)               | 10 | 50                                                                  |
| 37 | Nagyenyed utca (↓) Bajcsy-Zsilinszky utca (↑)      | 9  | 35 50                                                               |
| 38 | Tarkő utca (↓) Ungvár utca (↑)                     | 8  | 50                                                                  |
| 40 | Béke tér                                           | 6  | 35, 193 50                                                          |
| 42 | Esze Tamás utca (↓) Dávid Ferenc utca (↑)          | 4  |                                                                     |
| 44 | Laktanya (↓) Vörös Hadsereg útja (↑)               | 1  |                                                                     |
| 45 | Pestlőrinc, Mednyánszky utca végállomás            | 0  |                                                                     |